# مدل نما

نمونه‌ای از مدل نمای ماتریسی

مدل نما (انگلیسی: View model) در مهندسی سیستم‌ها، مهندسی نرم‌افزار و مهندسی سازمانی، چارچوبی است که با تعریف مجموعه‌ای منسجم از دیدگاه‌ها، امکان استفاده از آنها را در ساخت مدل معماری سیستم یا معماری نرم‌افزار فراهم می‌سازد. در دهه ۱۹۷۰ روش‌هایی در حوزه مهندسی نرم‌افزار، با هدف مدل‌سازی دیدگاه‌های مختلف ظاهر شد. در سال ۱۹۷۷ نخستین مدل نما توسط داگلاس تی. راس و کی.ای. شومان، بمنظور سازماندهی فرایندهای مدل‌سازی و تعریف شرایط سیستم، معرفی گردید.